# Martin Luther King III

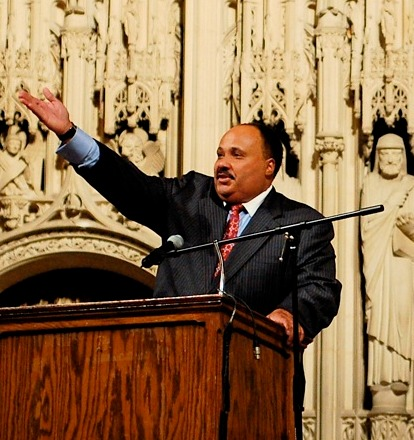
Martin Luther King III, (2007)

Martin Luther King III (Montgomery, Alabama, 23 de octubre de 1957) es un defensor de los derechos humanos y activista comunitario estadounidense. Es el hijo mayor de los líderes por los derechos civiles Dr. Martin Luther King y Coretta Scott King.

## Primeros años
Martin Luther King III nació el 23 de octubre de 1957; sus padres fueron Martin Luther King y Coretta Scott King. Su madre tuvo reservado nombrarlo después de que su padre famoso, "se diera cuenta de las cargas que pueda crear para el niño", pero King siempre quiso nombrar a su hijo Martin Luther III. El nacimiento de King ocurrió cuando su padre hablaba a los miembros de la Conferencia de Liderazgo sur cristiana, y anunció el nombre de su hijo después de que este naciera. El nacimiento de King causó que su madre pasara más tiempo con él, dejando su trabajo, y ella pasó el resto de su año de nacimiento cuidando de él y de su hermana mayor Yolanda.
Martin Luther King III tiene cuatro hermanos: su hermana mayor Yolanda, Denise King, Dexter Scott King y el Rev. Bernice Albertine King. Fueron llevados a The Bluff, un barrio urbano en Atlanta, Georgia. Cuando tenía ocho años, en tercer grado, empezó a soportar insultos y comentarios racistas de un chico caucásico en su clase, a quien también le gustaba dibujar. Cuando se acercó al chico y lo felicitó por un dibujo suyo, el joven dejó de molestarlo.
Tenía diez años cuándo su padre fue asesinado. Años antes de la muerte de su padre, Harry Belafonte creó un fondo de confianza para King y sus hermanos.
Tras asistir a The Galloway School ingresó en el Morehouse College, la misma universidad en la que estudiaron su padre, abuelo y bisabuelo. Martin Luther King III es miembro de la Fraternidad de Alfa, como su padre. Recibió su título de licenciado en ciencia política de Morehouse en 1979. King vivió con su madre en su casa de la infancia hasta su edad adulta.

## Vida adulta y carrera
King ha sido descrito como una persona tímida que raramente socializaba, y sus amigos han afirmado que es adicto al trabajo, en parte debido a la presión de vivir con el nombre de su padre. Un amigo, el reverendo E. Randel T. Osburn, ha dicho de King, "Al verlo es como ver a alguien tratando de escapar de sí mismo. Es como que hay un fantasma en frente de él y él siempre está tratando de atraparlo."
El 26 de junio de 1985, King fue arrestado, junto con su madre y su hermana Bernice, mientras participaban en una protesta contra el apartheid en la embajada de Sudáfrica en Washington D. C. El 7 de enero de 1986 Martin Luther King III y sus hermanas fueron arrestadas por "conducta indebida" por oficiales desplegados en un supermercado Winn Dixie, el cual había sido objeto de protestas desde septiembre del año anterior. El 9 de junio de 1986 anunció su candidatura para la comisión del condado de Fulton, convirtiéndose en el primero de la familia tras su padre en implicarse en la política. Junto a Kerry Kennedy, King se opuso a la pena de muerte en 1989, declarando "Si creyéramos en el ojo por ojo y diente por diente, la mayoría de nosotros estaría ciego y sin dientes." En 1990, se disculpó públicamente con todos los homosexuales por haber declarado que "algo puede ser incorrecto" con ellos durante una reunión con algunos estudiantes de preparatoria. Ambas reuniones fueron con algunos dirigentes de los derechos gays para oír sus preocupaciones, que aludieron a sus comentarios como "informales e insensibles".
King sirvió como un miembro de la comisión de condado en el condado de Fulton (Georgia), que abarca gran parte del territorio de Atlanta, de 1987 a 1993. Fue derrotado para la reelección después de revelar que debía al gobierno federal más de 200.000 dólares en multas e impuestos posteriores. También en 1993, King ayudó fundando la Propiedad de Martin Luther King Jr. Inc., la compañía que dirige la licencia de Martin Luther King Jr, su imagen y su intelecto. King sigue siendo comisario en la compañía desde 2008. Durante su servicio como comisario en Fulton, King expresó agradecimientos a un oficial quién potencialmente salvó su madre de ser atacada por un maníaco. En febrero de 2009, King y su esposa viajaron a la India, cincuenta años después de que sus padres hicieran el mismo viaje. Durante su estancia en la India, King dirigió una delegación que incluía a John Lewis y a Andrew Young. En Nueva Delhi, King visitó museos sobre la vida de Mahatma Gandhi y contestó preguntas de estudiantes. King denunció la guerra de Irak y los ataques terroristas en Bombay durante una conferencia en el Consejo indio para las Relaciones Culturales.

### Conferencia de Liderazgo cristiano del sur
En 1997, King fue elegido unánimemente para encabezar la Conferencia Sur de Liderazgo cristiana (SCLC), una organización de los derechos civiles que su padre fundó. King fue el cuarto presidente del grupo y buscó para luchar contra la brutalidad policial y empezar nuevos capítulos locales durante los primeros años de su cargo. Bajo el liderazgo de King, el SCLC celebró audiencias sobre la brutalidad policial, organizó una manifestación para el 37.º aniversario del "Tengo un sueño" y lanzó una exitosa campaña para cambiar la bandera estatal de Georgia, que contenía una gran cruz confederada.
Tras unos cuantos meses de la decisión, sin embargo, King fue criticado por el SCLC  por no contestar su correspondencia o por no llevar a cabo los asuntos importantes de la organización. La junta también sentía que no mostraba interés en los asuntos nacionales sobre los que el SCLC había protestado previamente, incluyendo la privación de derechos de los votantes negros en el recuento de las elecciones de Florida y los plazos máximos sobre los beneficios a las ayudas sociales implementadas por el entonces presidente Bill Clinton. King fue criticado nuevamente por no unirse a las campañas contra el sida, presuntamente porque se sentía incómodo hablando sobre el uso del preservativo. El también contratado Lamell J. McMorris, un director ejecutivo que, según The New York Times, "miembros de la junta frotando en la manera incorrecta." En enero de 2000, King se unió a los miembros de la Conferencia sur de Liderazgo cristiano para hacerse un examen del cáncer de próstata durante un programa del grupo dirigido a fomentar la igualdad de envejecimiento de afroamericanos. El comediante Dick Gregory participó también en el programa. El 4 de abril de 2000, el trigésimo segundo aniversario de la muerte de su padre, King junto a su madre, su hermano, su hermana Bernice y su tía Christine King Ferris fueron a la tumba de su padre.
King fue suspendido de la presidencia de la SCLC en junio de 2001, y expresó preocupación sobre dejar la organización inactiva. El presidente nacional del grupo de entonces, Claud Young, envió el 25 de junio una carta a King que decía, "siempre ha sido un insubordinado y muestra un comportamiento inapropiado y obstinado (negligente) en la práctica de sus funciones como presidente del SCLC." King fue restablecido sólo una semana más tarde después de prometer cumplir un rol más activo. Young dijo de la suspensión: "Me pareció que tenía que usar una de dos por cuatro para obtener su atención. Se ve que conseguí llamar su atención." Después de ser restablecido, King preparó un plan de cuatro años que perfilaba una junta más fuerte para la organización, acordando despedir a McMorris y anunciando planes para presentar un fuerte desafío a la administración de Bush en una convención de agosto en Montgomery, Alabama. En una manifestación realizada el 5 de agosto de 2001, en Montgomery, dirigentes del SCLC, incluyendo el Rev. Joseph Lowery, el ex-embajador de las Naciones Unidas Andrew Young y el Rev. Jesse Jackson prometieron su apoyo por King. "Me siento junto a mi sucesor, para asegurarle  mi amor y apoyo," dijo el Rev. Lowery. King dijo que también planeaba concentrarse en los comentarios racistas, los derechos de los presos y el cierre de la brecha digital entre blancos y negros. Aun así, King también sugirió que el grupo necesitaba nuevos enfoques, declarando: "No debemos permitir que nuestra ansias de 'gratificación temporal' nos cieguen a la hora de tomar decisiones difíciles para las futuras generaciones."

### King Center
En 2006, King fundó una organización llamado "Tengo un sueño", que ha sido absorbida por el King Center bajo a King como presidente. El consejero delegado Dexter King había acusado a Martin de establecer la organización para ganar dinero del legado de sus padres que debería ir a la fundación. El 4 de abril de 2008, el cuadragésimo aniversario de la muerte de su padre, King y Al Sharpton dirigieron una marcha alrededor de Memphis, Tennessee. Allí,  visitaron el Hotel de Lorena por primera vez desde la muerte de su padre, y colocaron una guirnalda en el mismo lugar donde fue asesinado. Cuando hablaba con quienes habían participado en la marcha, King les pidió para continuar la lucha de su padre y promovió el "tengo un sueño" para eliminar la pobreza.
Martin Luther King III habló a favor del candidato presidencial del Partido Democrático, el senador Barack Obama, en la Convención Nacional Democrática el 28 de agosto de 2008. El acontecimiento marcó el 45.º aniversario del "Tengo un sueño" la primera vez que un afroamericano aceptó el nombramiento presidencial de un partido importante. King dijo que su padre estaría "orgulloso de Barack Obama, orgulloso del partido que le nominó, y orgulloso de la América que elegirá." Pero también advirtió que el sueño de su padre no estaría completamente cumplido incluso si Obama ganara la presidencia, porque el país adolecía de sistemas precarios de salud pública, educación, mercado inmobiliario y judicial, y que "todos tenemos que remangarnos y trabajar para asegurar que el sueño que compartimos pueda ser cumplido.”
El 19 de enero de 2009, el día festivo nacional de Martin Luther King, Jr, King se reunío con Obama para pintar y reformar el refugio Sasha Bruce Youthwork para adolescentes sin hogar al noroeste de Washington en el día nacional del servicio comunitario.
Martin Luther King III dio un tributo en el servicio conmemorativo de Michael Jackson el 7 de julio de 2009, y habló en el funeral de Jackson en el Staples Center en Los Ángeles, California, junto a su hermana Bernice. También habló como orador invitado en el campus en SUNY el 23 de febrero de 2010, en la invitación del Junta de Universidades.

### Disputas que implican a Dexter King
En julio de 2008, Martin Luther King III y Bernice King archivaron un pleito contra su hermano Dexter King, acusándole de tomar impropiamente dinero de la propiedad de su madre y transfiriéndolo más tarde a la Propiedad de Martin Luther King Jr. Inc., donde Dexter King es el presidente. Según el traje, Dexter falló para mantener a Martin y Bernice informados sobre los asuntos financieros de la compañía. Alegó las ventajas de la compañía eran "mal aplicados o malgastados," y reclamó que Dexter producto documenta perteneciente a la venta de algunos documentos del 2006 de Martin Luther King Jr. En respuesta, Dexter King acusó a sus hermanos de continuamente utilizar el legado de sus padres por propio beneficio y "a más allá de sus propios órdenes del día personales y religiosos." A pesar de que los críticos dijeron que el pleito era probablemente con el mensaje y el legado de su padre, King III mantuvo fue en mantener con su historia de negociación y nonviolent acción directa, reclamando, "Mi padre también utilizó el sistema de tribunal."
Dexter archivó una contra acusación similar en contra de Martin y Bernice el 18 de agosto de 2008, reclamando que incumplieron sus deberes en el King Center y la propiedad de su padre, malversación de fondos de la fundación y posesión del dinero que debería ir a las mismas. Entre las reclamaciones de la demanda fueron que Martin mantuvo impropiamente $55.000 dólares que el Lincoln Explorador SUV dio al King Center para su propio uso personal, y que él "comandó una recepción que" celebrada en el King Center y "lo convirtió en su recepción de su propia boda." Dexter afirmó que hizo numerosos intentos para conseguir apoyo de sus hermanos para detener tales abusos de poder pero fracaso en el acto. El abogado de King III, Jock Smith, negó las declaraciones como insignificantes y erróneas, y dijo que la demanda demuestra el abuso de poder de Dexter King y su historia de hacer las malas decisiones que implican el Centro sin buscar la entrada apropiada de su hermano.
En octubre de 2008, Martin Luther King III no había visto su hermano desde junio, y Dexter aún no conocía a su sobrina, Yolanda. Martin, Bernice y Dexter tiene cada cual amor expresado hacia los demás y la esperanza de que se reconciliarán una vez que sus asuntos legales hayan sido resueltos. En octubre de 2009 Martin y sus hermanos resolvieron la disputa fuera de los tribunales.

### Reconciliación con los hermanos y regreso a King Center
El 6 de abril de 2010, Martin Luther King III, Dexter King, y Bernice King emitieron una declaración de junta, anunciando la reelección de Martin Luther King III como Presidente y CEO del King Center. "Es el momento adecuado, y Martin se encuentra en el lugar correcto para llevar esta gran organización hacia adelante," Dexter King dijo en una declaración. Bernice King dijo que estaba "orgullosa de mis hermanos y yo estemos hablando con una sola voz para comunicar el legado de nuestros padres al mundo." Martin King añadió, "estamos definitivamente trabajando juntos. Mi hermano y mi hermana y yo estamos en constante comunicación...Es un gran momento para nosotros." Como presidente del King Center, King ha sido acreditado para encabezar un ''Proyecto de innovación King Center" junto con JPMorgan Chase, que es la digitalización y fotografías de un estimado de 200.000 documentos históricos, incluyendo los discursos de su padre, sermones, correspondencia y otras escrituras y haciendo disponibles los documentos en modo on-line al mundo. Además, King lanzó "El Audio King Center y Proyecto de Digitización Visual" en sociedad con la Universidad de Siracusa el cual ''preservará y digitalizará 3.500 horas de audio e imágenes de vídeo" de Dr. King. También desarrolló una renovación de $100 millones de dólares el complejo de Sala de la Libertad del King Center, la primera mejora importante en el sitio y las instalaciones en su historia de 30 años.
Junto con el Rev. Al Sharpton y un grupo de otros dirigentes de derechos civiles, el 28 de agosto de 2010, King participó en la marcha conmemorativa 'tengo un sueño', marcando el 47.º aniversario de la Gran Marcha de Washington. Hablaron en Dunbar High School en Washington D. C. siguió por un reassemblage en el sitio de la futura ubicación conmemorativa Martin Luther King, Jr. en el centro comercial National Mall. El acontecimiento coincidido con Glenn Beck está Restaurando rally de Honor planeado para el mismo día en la parte este del Centro comercial.  King escribió una columna en el Washington Post que ofrece crítica medida de evento Beck:

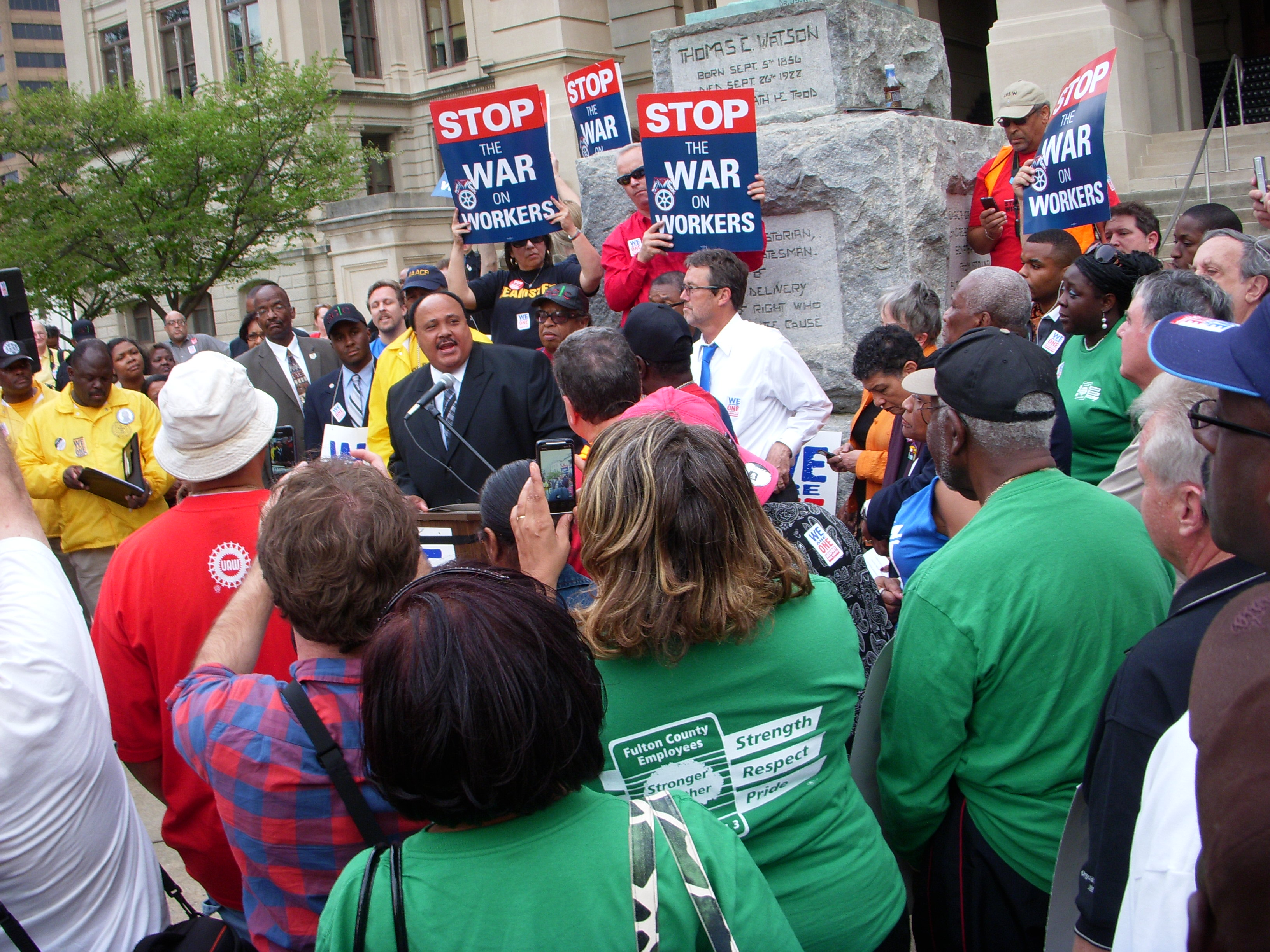
MLK el 4 de abril de 2011 en una manifestación

El 4 de abril de 2011, el 43.º aniversario del asesinato de su padre, King ayudó para dirigir manifestaciones nacionales contra iniciativas para eliminar y socavar los derechos de negociación colectiva de trabajadores públicos en Wisconsin y otros estados. King dirigió una marcha masiva en Atlanta y habló a una multitud de seguidores en la capital estatal de Georgia, instándoles para "defender los derechos de negociación colectiva de profesores, conductores de autobuses, policía, bomberos y otros trabajadores de servicio públicos, quienes educan, protegen y sirven a nuestros hijos y familias." El 17 de noviembre de 2011 King y el presidente de la AFL-CIO Richard Trumka coescribieron un artículo para la CNN, pidiendo reformas para acabar las leyes represivas de inmigración.
En agosto de 2013, King fue a Filadelfia, donde se reunió con el alcalde Michael Nutter para anunciar una campaña nacional por la pobreza, trabajos y educación.
Para conmemorar el quincuagésimo aniversario de la Marcha sobre Washington, King viajó a Washington, junto con otros dirigentes de derechos civiles.
El 21 de noviembre de 2013, King habló en la Universidad DePauw con respecto a sus memorias del asesinato de John F. Kennedy.
King apareció en MSNBC es "El Ciclo" el 9 de mayo de 2014. Fue entrevistado por el coanfitrión Touré si cree que el Parido Demócrata ha hecho bastante para conseguir el apoyo sobre los derechos de los afroamericanos. La respuesta de King impresionó al anfitrión. “No lo suficiente,”  dijo. “Es nuestra responsabilidad de apoyar  al partido responsable. Y no nop estamos muy seguros de eso. Pienso que tenemos que encontrar una manera de apoyar a los partidos responsables. Él continuo diciendo que creía que no debe haber comunicación entre afroamericanos y el Movimiento Tea Party, diciendo "la única forma de cambiar las cosas es por medio de la comunicación".

### Ferguson, Misuri
En agosto de 2014, King habló sobre la muerte de Michael Brown e informó que viajaría a Ferguson, Misuri. King estuvo presente en una manifestación con los padres de Michael Brown el 17 de agosto. En una entrevista con Fox News, King dijo que su padre estaría "muy decepcionado" con la violencia que ha ocurrido en Ferguson después del veredicto de jurado.
King asistió al funeral de Brown el 25 de agosto.

### Otras búsquedas e intereses
En enero de 2011 se anunció que King intentará convertirse en un "socio estratégico" en el equipo de béisbol Nueva York Mets. "Esto se filtró de manera fuera de proporción,” King dijo en la Associated Press. “Mientras no estoy dirigiendo un grupo y yo no estoy haciendo conversaciones directas...Pienso que es muy importante de promover la diversidad en propiedad." King fue entre los cofundadores de Botar televisión, un canal de televisión por cable orientado a la población de raza negra.

## Familia

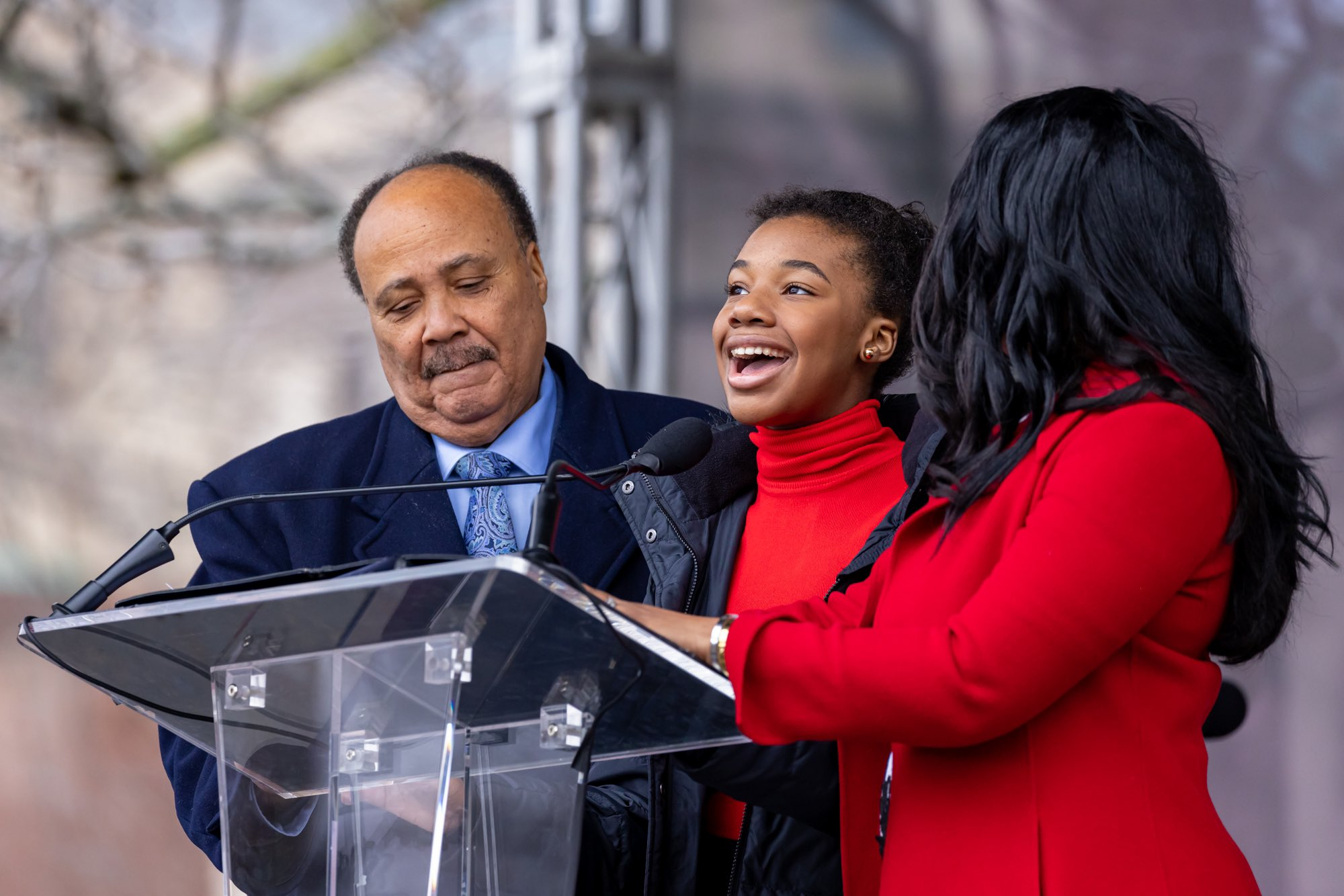
Martin Luther King III e hija Yolanda Renee

En mayo de 2006, Martin Luther King III se casó con su novia de muchos años Andrea Waters. El 25 de mayo de 2008 la pareja tuvo una hija, Yolanda Renee King, el primer y único nieto de Martin Luther King y Coretta Scott King. Fue nombrada después de que su tía Yolanda King falleciera de un ataque al corazón a la edad de 51 años en Santa Mónica (California) el año anterior. Yolanda Renee hizo titulares en el 50.º aniversario de la Marcha en celebración de Washington por "robarse el espectáculo" y el presidente Barack Obama que habla a ella.

## Premios y honores
El 5 de febrero de 2006, King, acompañado por los sobrinos de Rosa Parks, presentó la moneda ceremonial en la Super Bowl XL. La moneda fue entonces cara o cruz por estrella de New Englands Patriots y Universidad de Míchigan con Tom Brady para acabar la ceremonias anteriores al juego, el cual incluía una dedicación y momento de silencio a las memorias de Parks y Scott-King y un rendimiento de la The Star-Spangled Banner por el Dr. John, Aaron Neville y Aretha Franklin acompañado por los grupos de coro de la Alabama State University y de la Clark Atlanta University.
El 29 de marzo de 2008, King tiró el primer juego en las Grandes Ligas de Béisbol de Derechos Civiles.
El 19 de septiembre de 2010, King recibió el Premio Mundial Conmemorativo Ramakrishna Bajaj por sus contribuciones excepcionales a la promoción de derechos humanos en el 26.º Aniversario de los Premios Globales del Priyadarshni, en la Academia en Mumbai, India.
El 29 de septiembre de 2015, King fue premiado con el Premio Humanitario por el Festival de Cine Negro de Montreal.

### Obras citadas
- Manheimer, Ann S. (2004). Martin Luther King Jr: Soñando de Igualdad. Carolrhoda Libros. ISBN 978-1575056272.
- Bagley, Edythe Scott (2012). El desierto Aumentó: La Vida y Legado de Coretta Scott King. Prensa de Alabama universitaria. ISBN 978-0817317652.